# Dario Del Fabro
Dario Del Fabro (* 24. Mai 1995 in Alghero) ist ein italienischer Fußballspieler.

## Leben
Del Fabro wurde als Sohn eines italienischen Vaters und einer polnischen Mutter in Italien geboren, womit er Inhaber zweier Pässe und Doppelstaatsbürger ist.

## Karriere
Del Fabro wurde 2008 in die Fußballakademie von Cagliari Calcio aufgenommen. Dort gelang ihm 2012 der Sprung in den Profikader. Del Fabro kam in seinen ersten beiden Spielzeiten 2012/13 und 2013/14 zu insgesamt sechs Einsätzen. Nach zahlreichen weiteren Stationen wechselte er zur Saison 2023/24 in die Schweiz zum Yverdon Sport FC. Nach einem Jahr kehrte er im Sommer 2024 nach Italien zurück und schloss sich dem dortigen Drittligisten SS Arezzo an.
Del Fabro kam für verschiedene italienische Juniorennationalmannschaften zum Einsatz.